# Papua Nya Guinea i olympiska sommarspelen 2004
Papua Nya Guinea i olympiska sommarspelen 2004 bestod av 4 idrottare som blivit uttagna av Papua Nya Guineas olympiska kommitté.

## Friidrott
Herrarnas 400 meter häck
- Mowen Boino
  - Omgång 1: 50.97 s (8:a i heat 4, gick inte vidare, 30:a totalt) (Nationellt rekord)

Damernas 100 meter
- Mae Koime
  - Omgång 1: 12.00 s (6:a i heat 7, gick inte vidare, 44:a totalt) (Nationellt rekord)